# Động cơ điện không đồng bộ

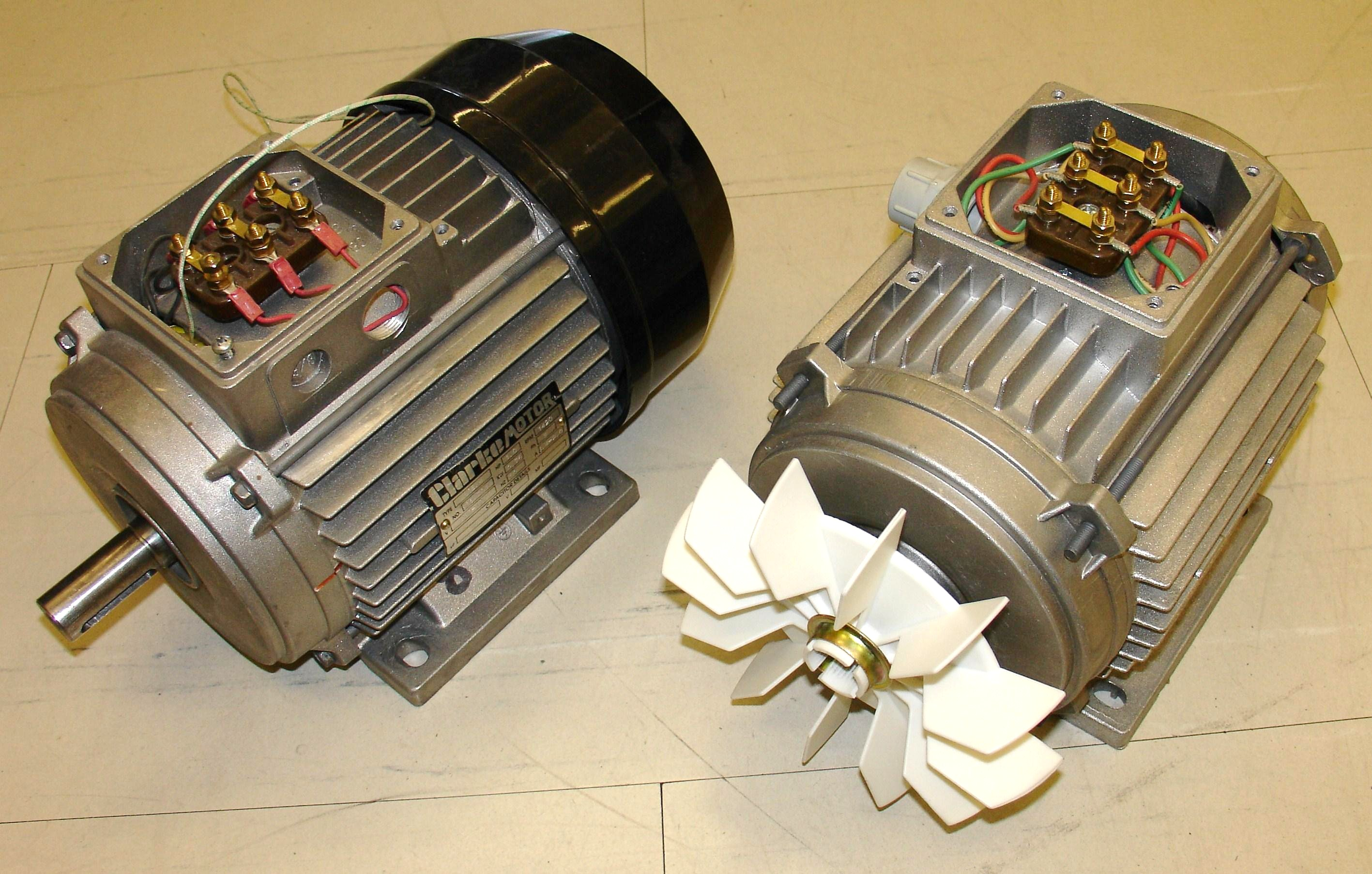
Động cơ không đồng bộ ba pha

Mô phỏng động cơ không đồng bộ ba pha lồng sóc

Động cơ không đồng bộ là động cơ điện hoạt động với tốc độ quay của Rotor chậm hơn so với tốc độ quay của từ trường Stator.Ta thường gặp động cơ không đồng bộ Rotor lồng sóc vì đặc tính hoạt động của nó tốt hơn dạng dây quấn.
Stator được quấn các cuộn dây lệch nhau về không gian (thường là 3 cuộn dây lệch nhau góc 120°). Khi cấp điện áp 3 pha vào dây quấn, trong lòng Stator xuất hiện từ trường Fs quay tròn với tốc độ n1=60*f/p, với p là số cặp cực của dây quấn Stator, f là tần số.
Từ trường này móc vòng qua Rotor và gây điện áp cảm ứng trên các thanh dẫn lồng sóc của rotor. Điện áp này gây dòng điện ngắn mạch chạy trong các thanh dẫn. Trong miền từ trường do Stator tạo ra, thanh dẫn mang dòng I sẽ chịu tác động của lực Bio-Savart-Laplace lôi đi. Có thể nói cách khác: dòng điện I gây ra một từ trường Fr (từ trường cảm ứng của Rotor), tương tác giữa Fr và Fs gây ra momen kéo Rotor chuyển động theo từ trường quay Fs của Stator.

## Khái niệm chung
Máy điện không đồng bộ là loại máy điện xoay chiều, làm việc theo nguyên lý cảm biến điện từ có tốc độ quay của roto n khác với tốc độ quay từ trường(n < n1).
Máy điện không đồng bộ có hai dây quấn: dây quấn stato (sơ cấp) với lưới điện tần số không đổi, dây quấn roto (thứ cấp). Dòng điện trong dây quấn roto được sinh ra nhờ sức điện động cảm ứng có tần số phụ  phụ thuộc vào roto, nghĩa là phụ thuộc vào tải trên trục của máy.
Cũng như các máy điện khác, máy điện không đồng bộ có tính thuận nghịch, có nghĩa là có thể làm việc ở chế độ động cơ điện hoặc máy phát điện.

## Phân loại
Máy điện không đồng bộ có nhiều loại được chia theo nhiều cách khác nhau:
- Theo kết cấu của vỏ: máy điện không đồng bộ có thể chia theo các kiểu chính sau: kiểu kín, kiểu hở, kiểu bảo vệ, kiểu chống nổ...
- Theo kết cấu roto: roto kiểu lồng sóc và roto kiểu dây quấn.
- Theo số pha trên dây quấn sato: 1 pha, 2 pha, 3 pha.

## Cấu tạo

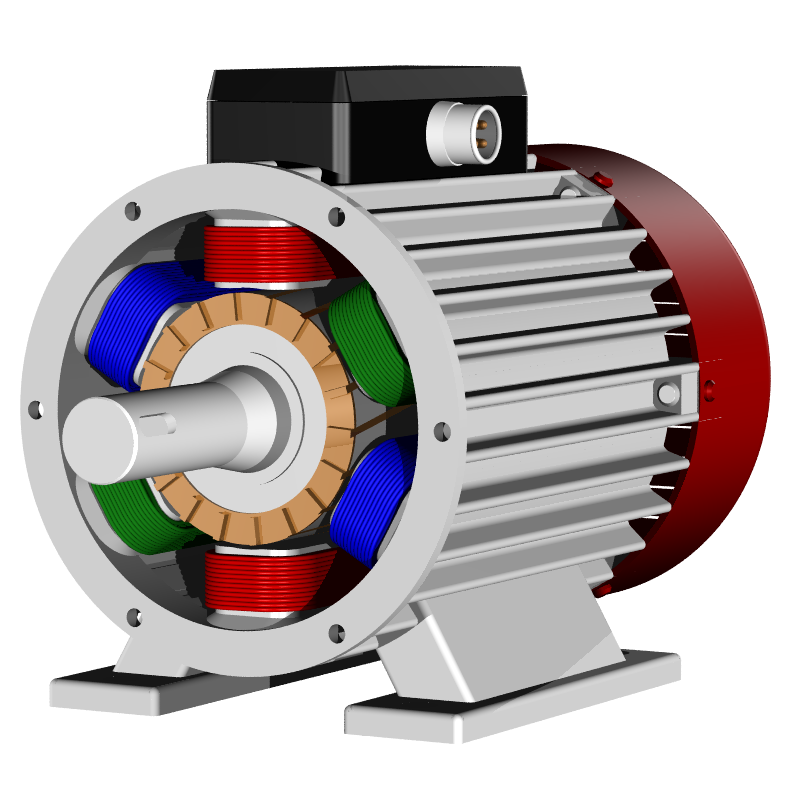
ㅤㅤㅤㅤㅤ ㅤㅤ ㅤㅤ

### Stato
- Lõi thép: được ép trong vỏ máy làm nhiệm vụ dẫn từ. Lõi thép stato hình trụ  do các lá thép kỹ thuật điện được dập rãnh bên trong ghép lại với nhau tạo thành các rãnh. Mỗi lá thép kỹ thuật đều được phủ sơn cách điện để giảm hao tổn do dòng xoáy gây nên.
- Dây quấn: được làm bằng dây đồng bọc cách điện, đặt trong rãnh của lõi thép
- Vỏ máy: được làm bằng gang hoặc nhôm để cố định máy trên bệ và lõi thép. Còn có nắp máy và bạc đạn...

### Roto
- Lõi thép: lá thép được dùng như stato. Lõi thép được ép trực tiếp lên lõi máy hoặc lên giá roto của máy.
- Roto: roto lồng sóc và roto dây quấn.

- Roto chi làm 2 loại: cực lồi và cực ẩn